# Église Saint-Nizier d'Accolay
L'église Saint-Nizier est un édifice dont la construction  s'étend vraisemblablement de la seconde moitié du XIIe siècle au XVIIIe. Accolay est une commune déléguée de la commune nouvelle Deux Rivières, dans le département de l'Yonne (arrondissement d'Auxerre) et un relai de la paroisse Sainte-Pallaye (diocèse de Sens - Auxerre).
Des reprises architecturales importantes ont été réalisées au XIVe siècle.

## Paroisse
Accolacus est l'une des 37 paroisses du vaste diocèse d'Auxerre, citées dans un règlement liturgique mérovingien de la fin du VIe siècle, le règlement de saint Aunaire (évêque d'Auxerre de 572 à 603).
Un sarcophage mérovingien, découvert à proximité lors du percement du canal, est déposé dans la nef.

## Vocable
Le patronage de l'église et de la paroisse, saint Nizier, évêque de Lyon (553-573), apparaît tardivement. Il est fêté à Accolay le 12 janvier, et non le 2 avril (date de la fête au martyrologe romain). Cette date est à mettre en rapport avec une translation de reliques (os du bras de saint Nizier) en 581 de Lyon à Troyes.
L'église d'Accolay possède une relique de saint Nizier offerte par l'archevêque de Lyon en 1888.

## Édifice
L'édifice se compose d'une longue nef unique couverte d'une voûte lambrissée en berceau prolongée par un chœur constitué d'une travée droite voûtée en berceau brisé et d'une abside semi-circulaire en cul-de-four.
Le chœur est séparé de la nef par un retable monumental du dernier quart du XVIIe siècle.

### La nef
La nef présente de nombreuses traces de reconstructions, notamment sur l'élévation nord.

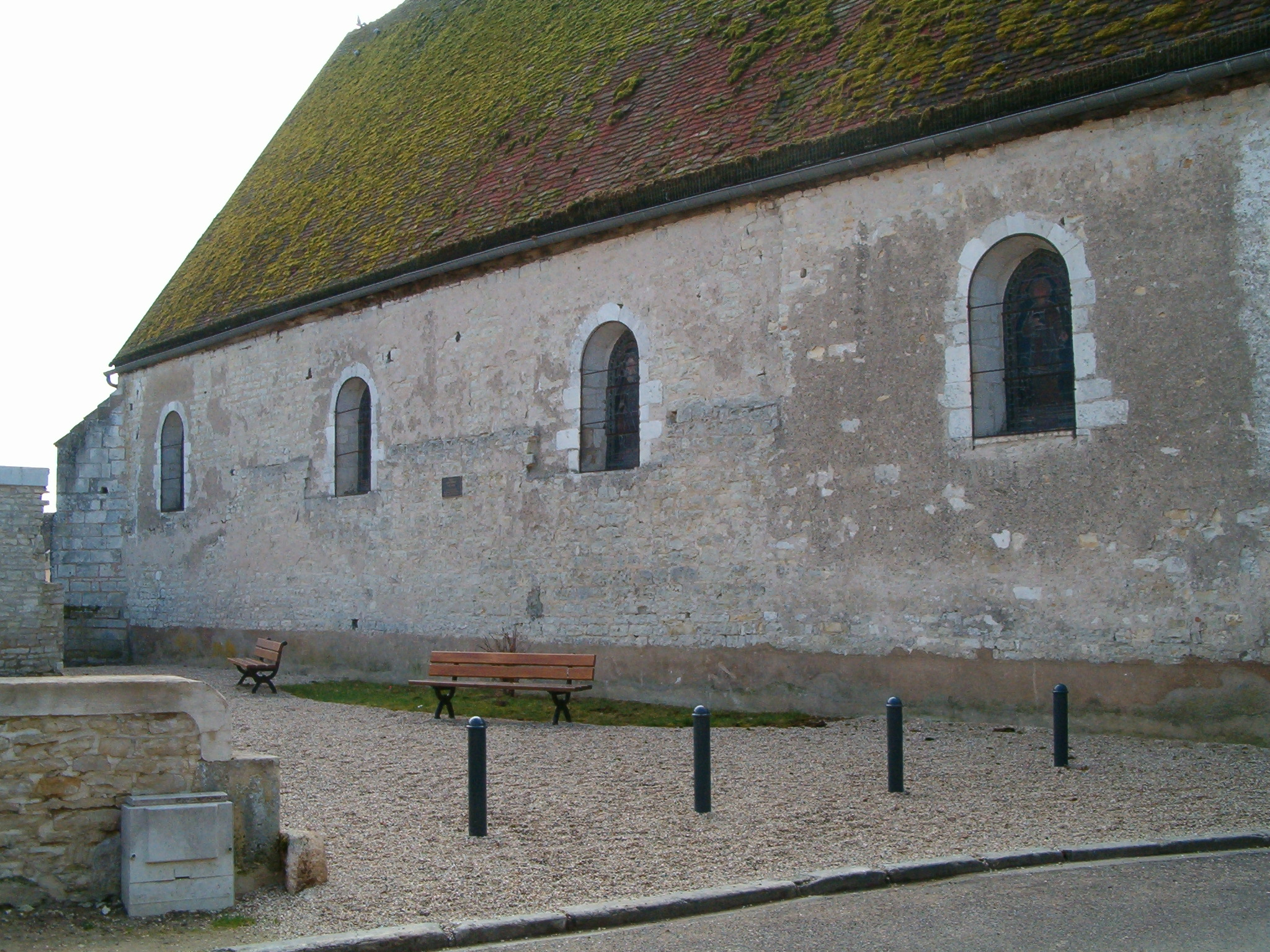
Façade nord
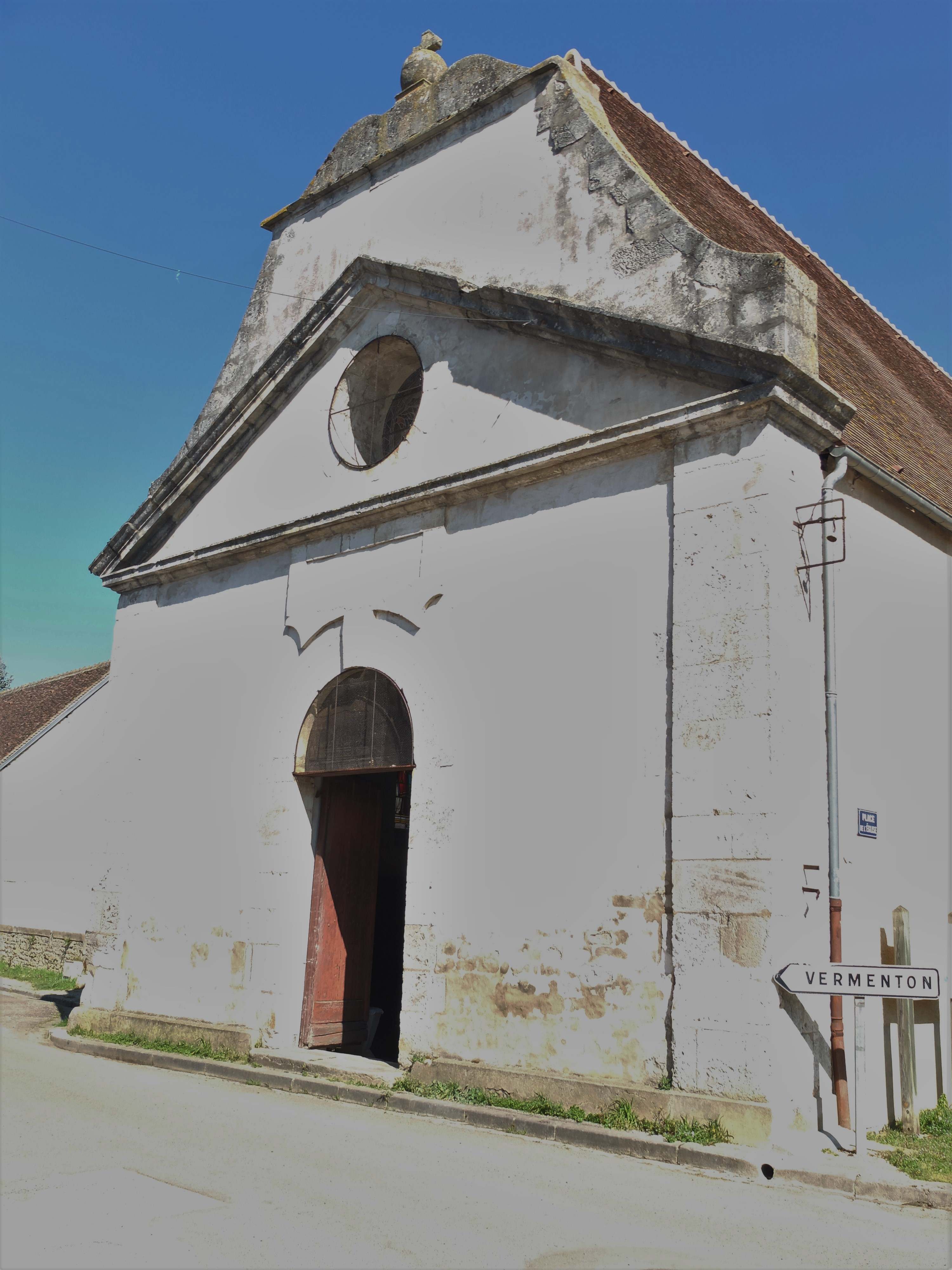
Façade ouest
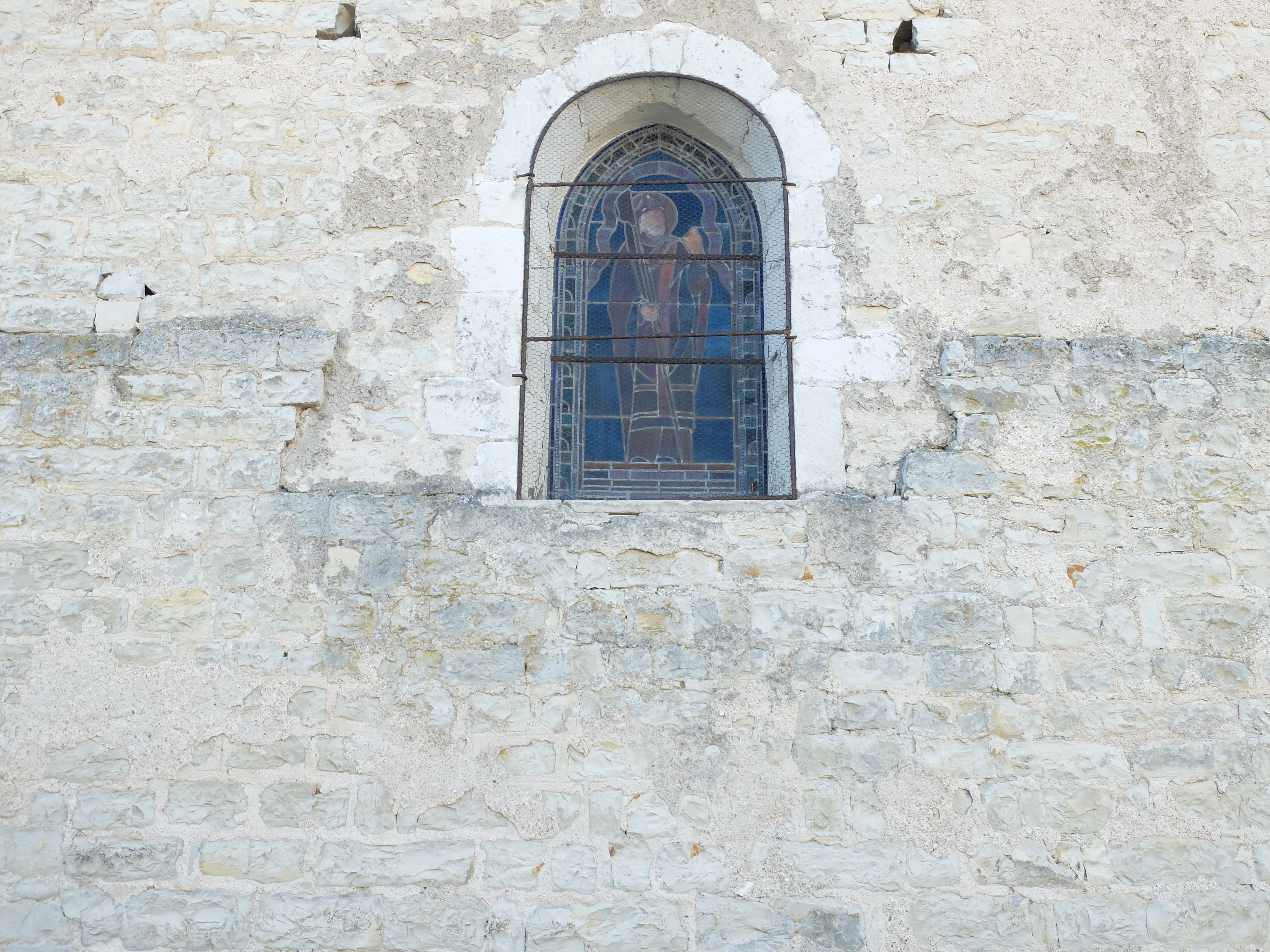
Façade nord, traces de reconstructions

Elle s'ouvre à l'ouest par un portail surmonté d'un fronton triangulaire portant l'inscription gravée "FERLET 1763". À l'intérieur, sur les murs nord et sud, subsistent des corbeaux supports de poutres témoignant d'une surélévation et d'un agrandissement vers l'ouest, probablement contemporains de l'édification de ce portail.
L''embrasure de la porte latérale murée, côté sud, a été utilisée pour installer le confessionnal. Cette porte est un témoin des reconstructions du XIVe siècle. Le tympan porte la trace de décor peint à l'ocre rouge de fleur à cinq pétales.
Les seize fenêtres en plein cintre sont caractéristiques du XVIIIe siècle. Les verrières ont été réalisées en 1883, 1884, 1890 et 1899 par le maître verrier rémois André Vermonet et sont illustrées de saints (au nord) et de saintes (au sud) vénérées localement (saint Nicolas) ou dans le diocèse de Sens et Auxerre (sainte Colombe, sainte Geneviève).
Les fonts baptismaux sont à l'entrée de la nef, côté nord. Ils sont inscrits au titre des objets mobiliers des Monuments historiques. La cuve octogonale est taillée dans un bloc de calcaire.

### L'arc triomphal

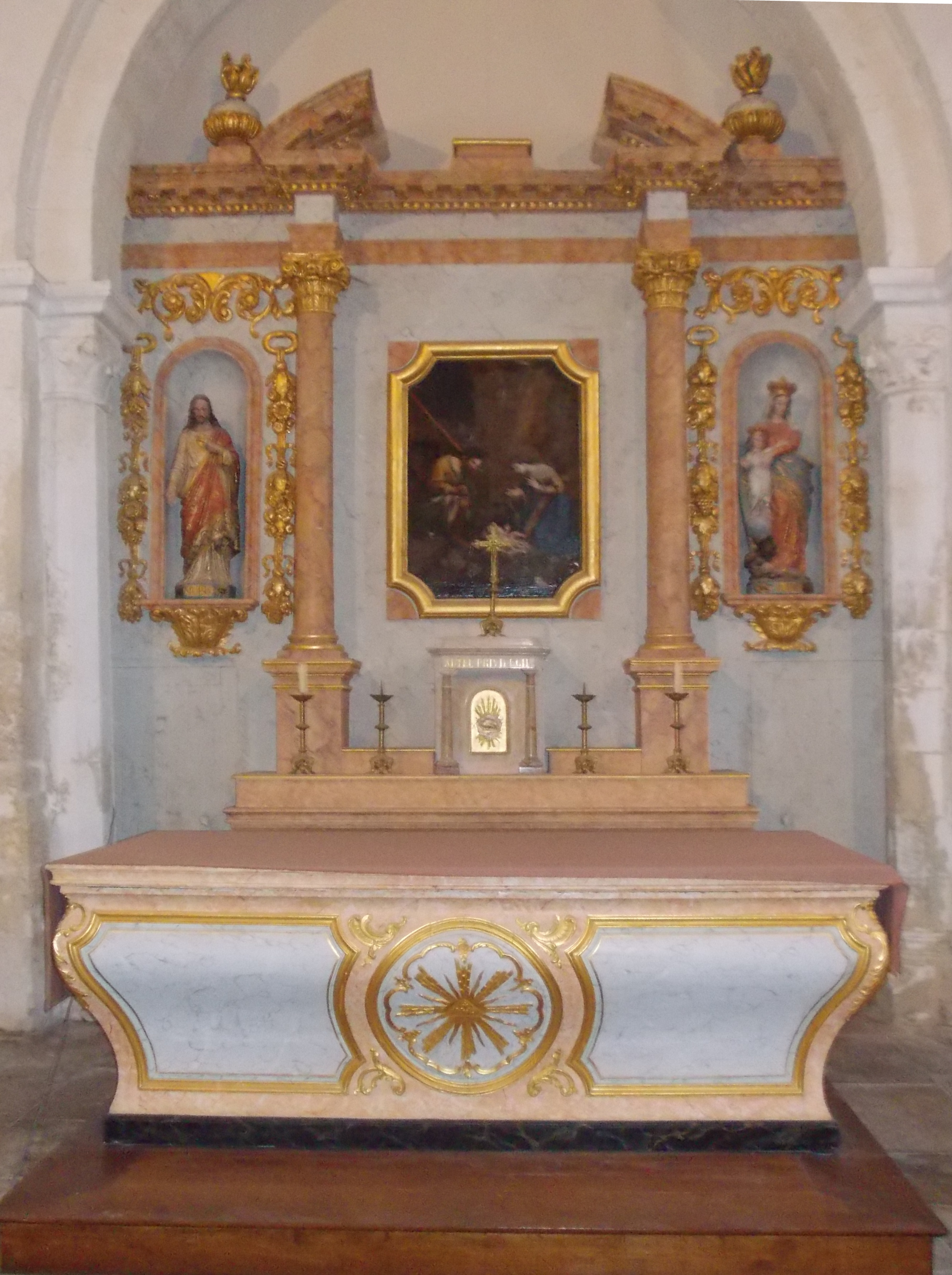
Retable (fin XVIIe siècle).

L'arc triomphal est une reprise du XIVe siècle.
Il est aujourd'hui occupé par le retable monumental, reconstruit à cet emplacement en 1991 dont le maître-autel est inscrit. Élevé entre 1673 et 1695, il fermait autrefois le cul-de-four du chœur, d'où il avait été démonté en 1965.

### Le chœur

#### Travée droite
La travée droite du chœur est voûtée en pierre en berceau brisé. Au niveau de l'arcade la séparant de la chapelle occupant la base du clocher, une cavité ménagée dans l'épaisseur du mur est décorée de fleurs pentalobées identiques à celles du tympan de la porte latérale sud de la nef.

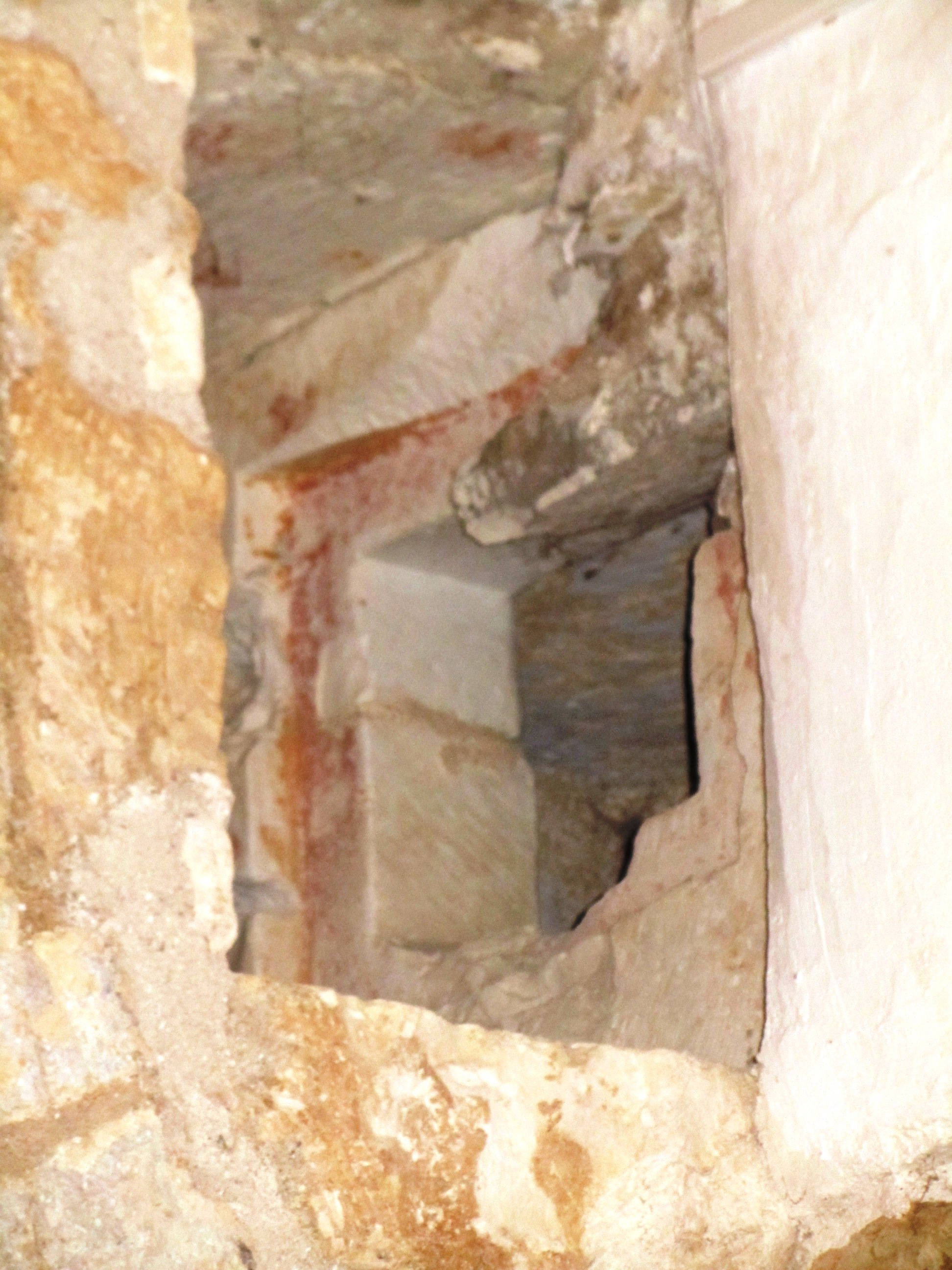
Travée droite du chœur, cavité reliquaire
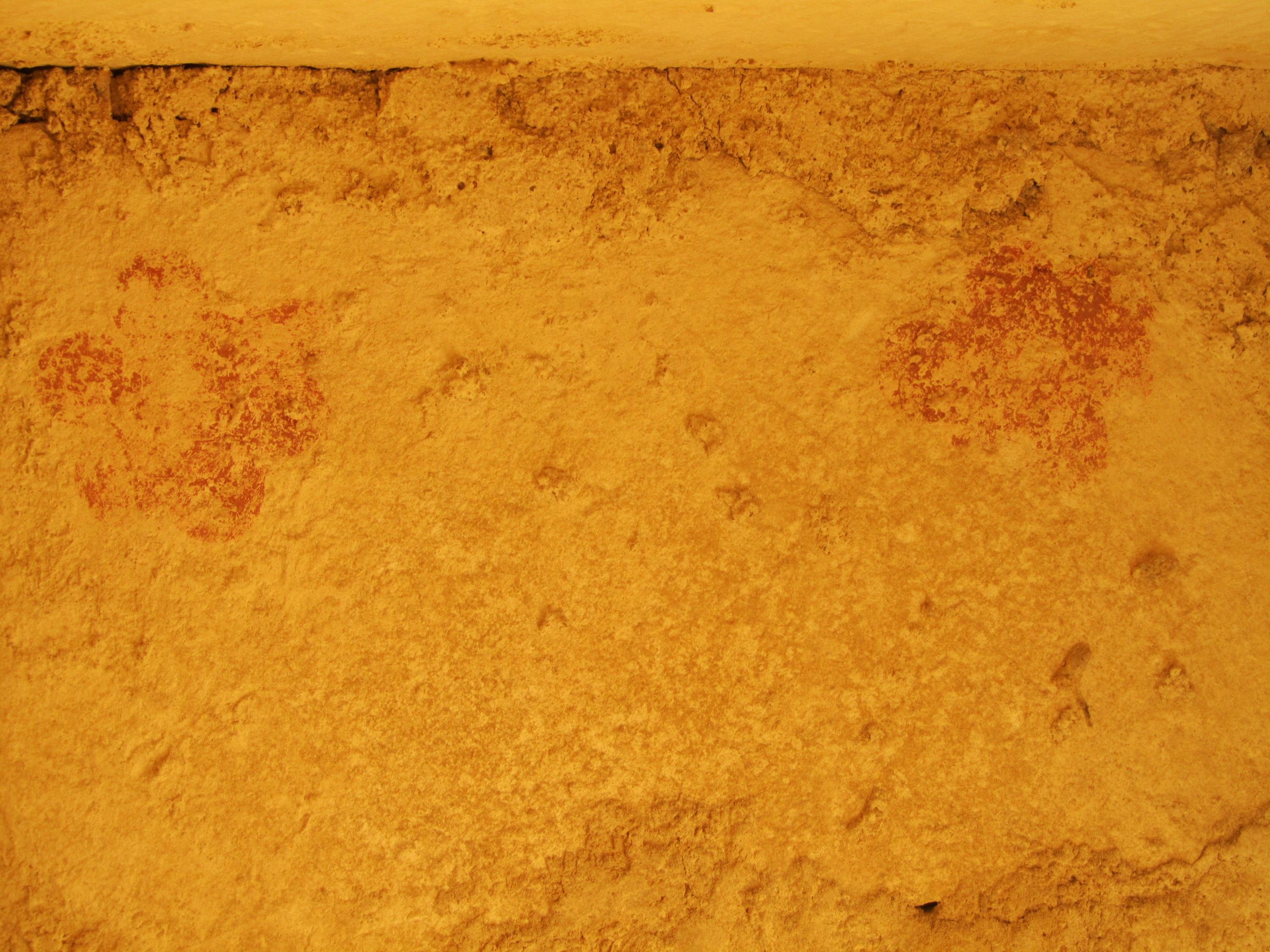
Cavité reliquaire, décor peint
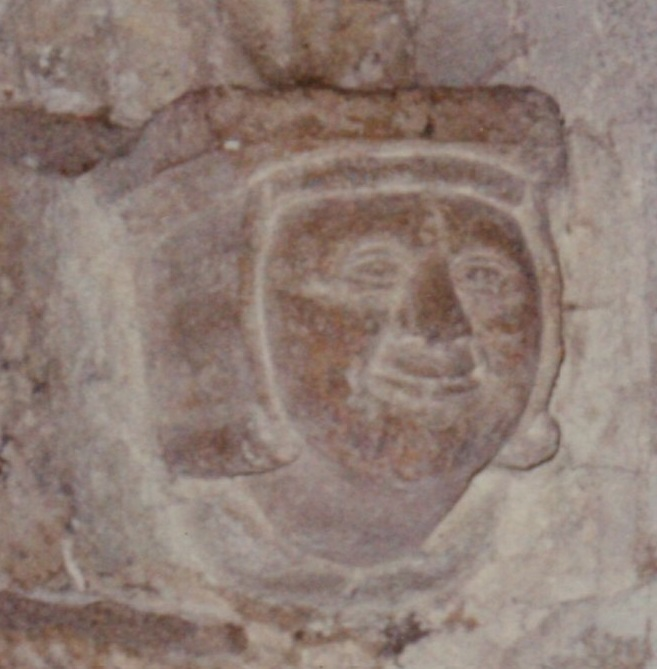
Cavité reliquaire, cul-de-lampe

Le cul-de-lampe en pierre inséré dans la base de cette construction et le décor peint évoquent une niche à reliques. Des feuillures témoignent que des fermetures protégeaient cet aménagement dont l'accès nécessitait une échelle.

#### Base du clocher
La base du clocher est occupée par une chapelle voûtée d'arêtes.

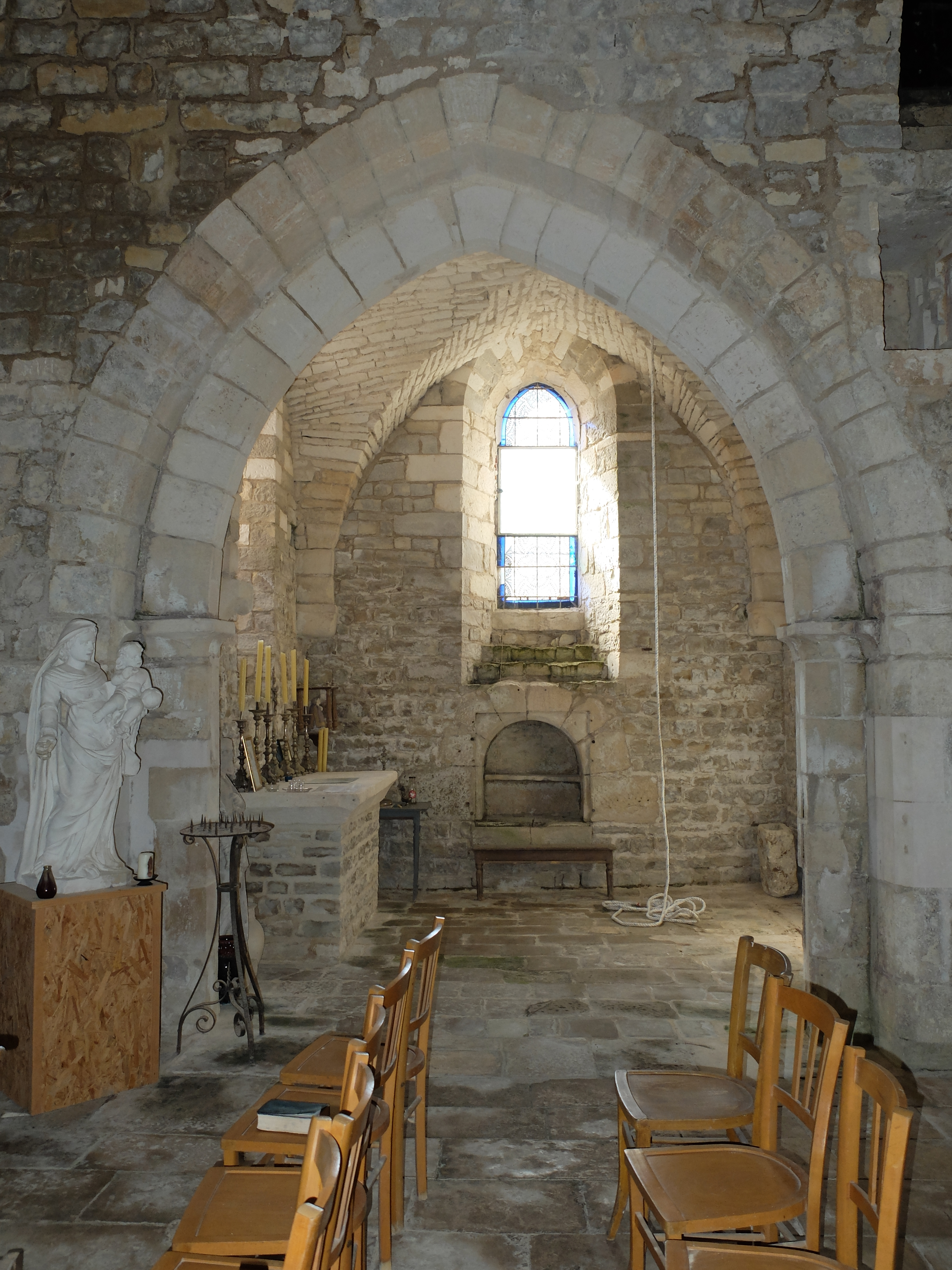
Base du cocher, chapelle
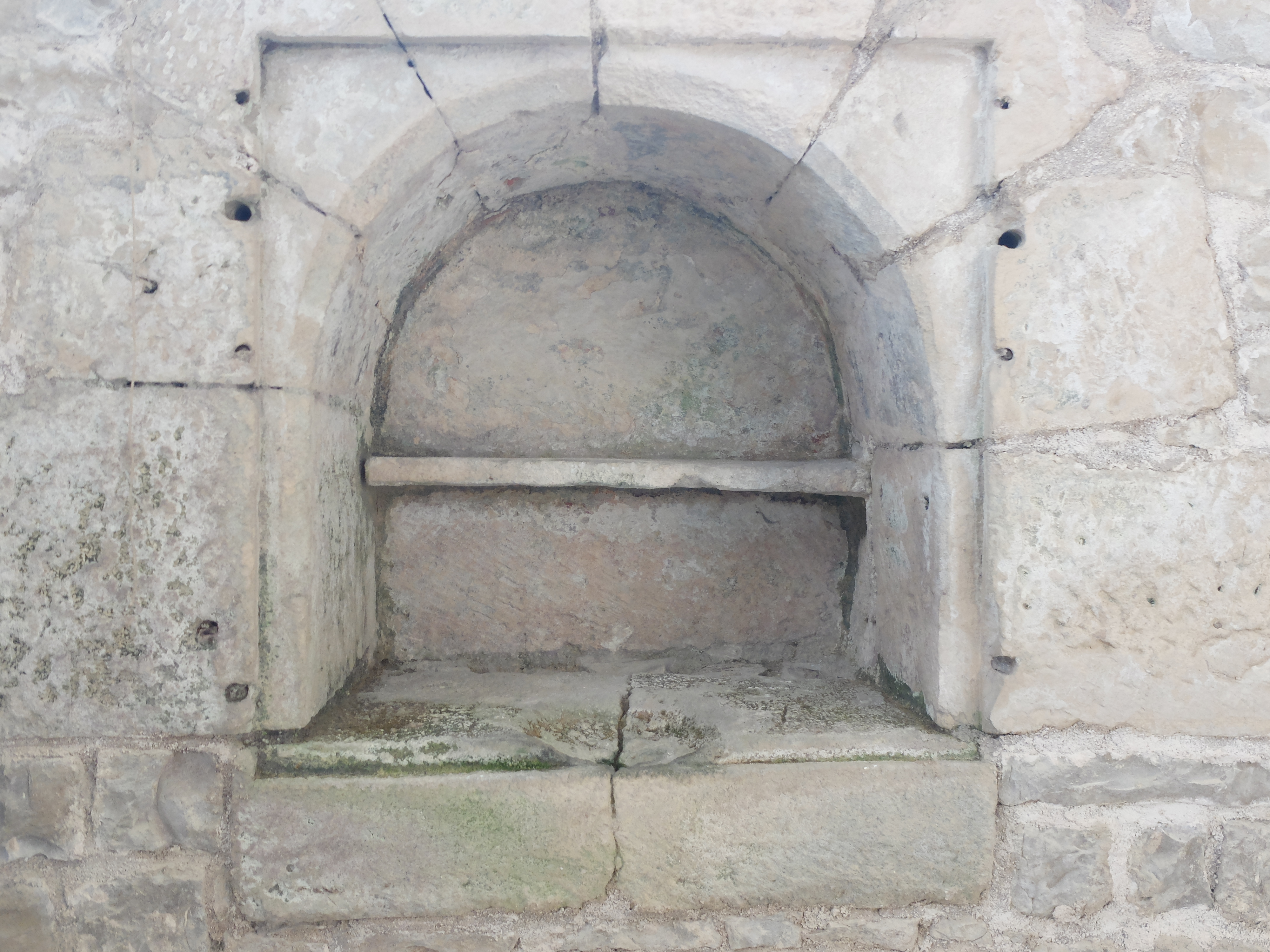
Chapelle, piscine
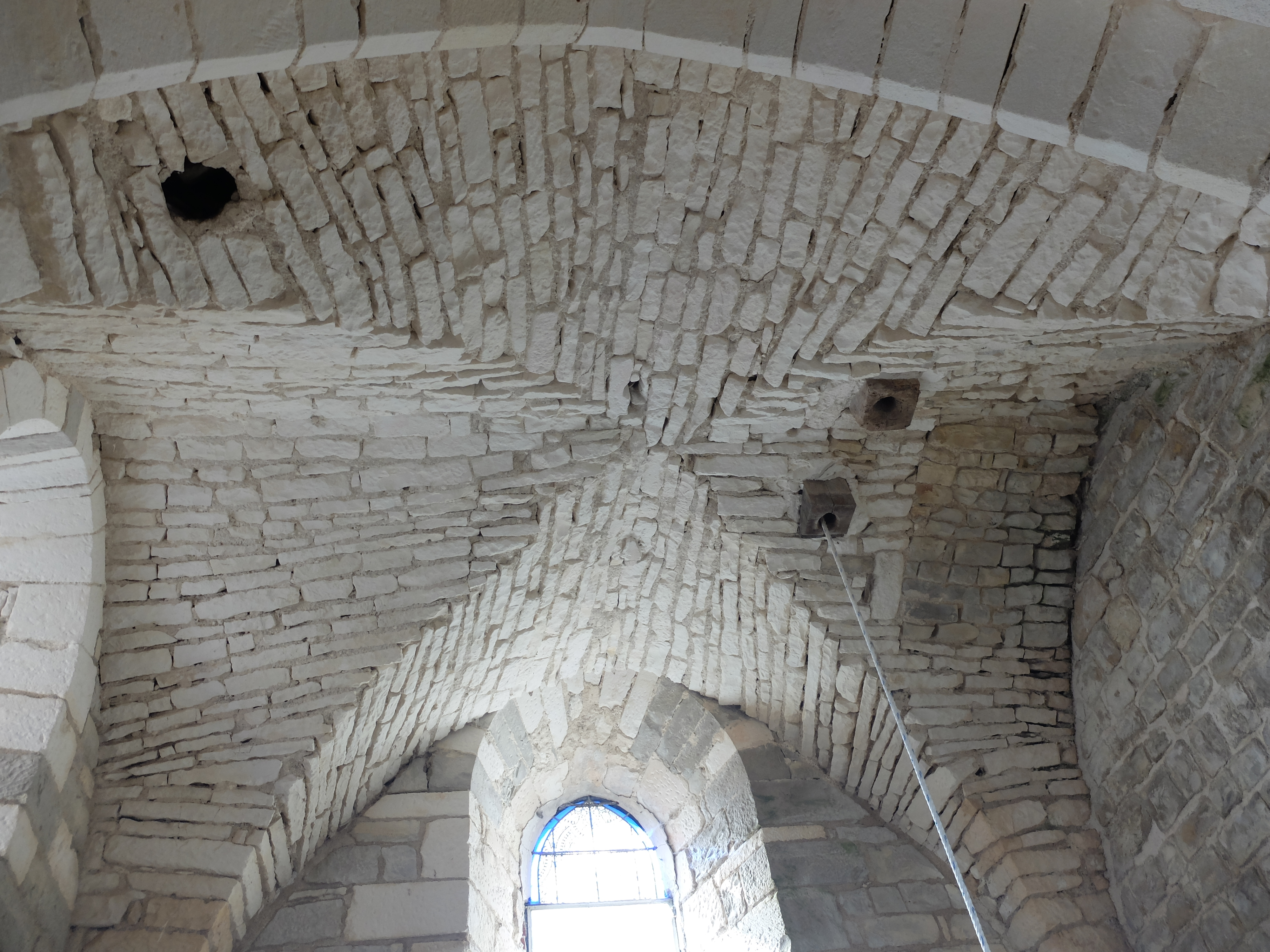
Voûte d'arêtes

La table de son autel provient de la ruine de la chapelle Saint-Clément de Bétry, construite en 1654 (commune de Vermenton).
Une armoire liturgique est aménagée dans le mur ouest. 

#### Abside
Le maître-autel est constitué d'une table monolithe en calcaire posée sur un massif maçonné de pierres de taille, il a été découvert lors de la dépose de l'ancien maître-autel en 1965.

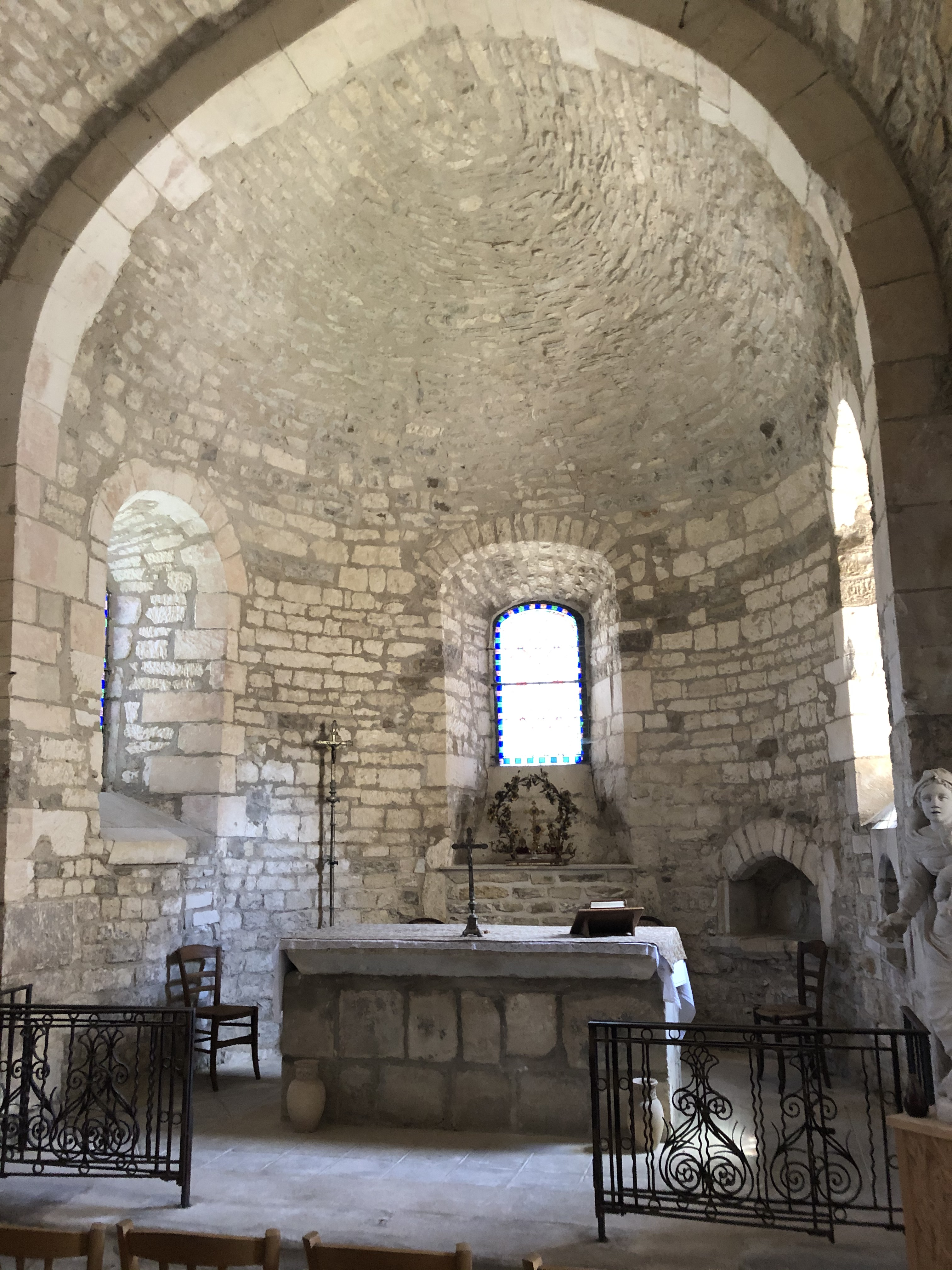
Abside

Une ancienne armoire liturgique est aménagée dans le mur de l'abside, à l'arrière de l'autel.

### Le clocher

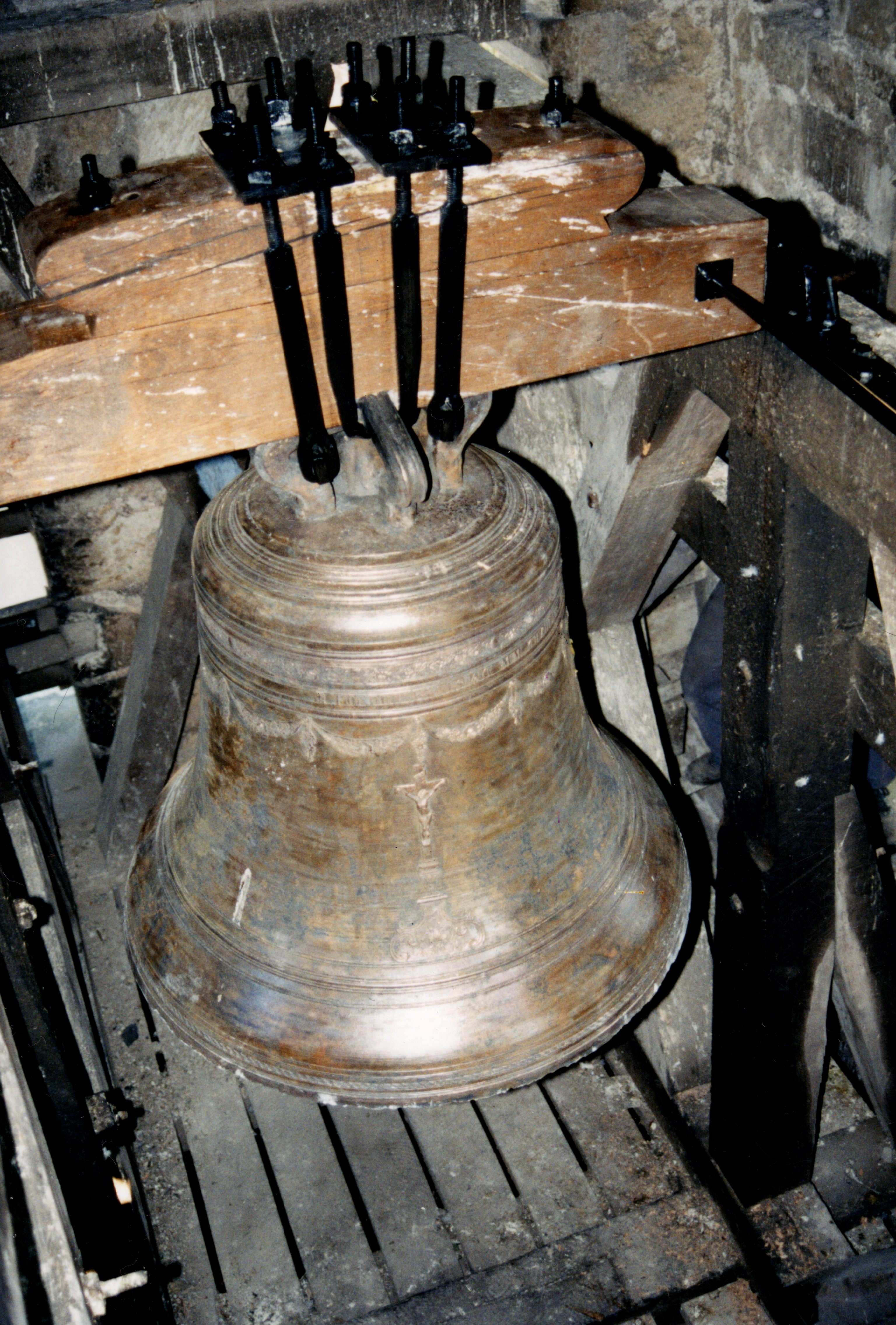
Cloche (1840).

Le clocher est accolé à la travée droite du chœur, au sud. Des baies géminées à l'arc en plein cintre sont séparées par deux colonnes avec chapiteaux à crochets à l'ouest et par un pilastre au sud, à l'est et au nord.
À l’intérieur une inscription datée de 1342 est gravée dans une pierre de la maçonnerie du pilastre des baies nord, au niveau de la chambre de la cloche.
La cloche a été fondue par l'atelier Cochois, Liebaux et Petitfour et bénie en 1840 sous l'invocation de saint Frédéric et sainte Joséphine. Elle a été restaurée en 1998 par l'entreprise Bodet.

## Objets mobiliers

### Statuaire
- statue de saint Nizier, calcaire monolithe, XVe siècle, inscrit au titre des objets mobiliers des Monuments historiques[12],
- statues de la Vierge à l'Enfant, de saint Nizier et de saint Jean-Baptiste prêchant au désert, calcaire, 1695[13].

Ces trois statues sont classées au titre des objets mobiliers des Monuments historiques. Elles ornaient le retable monumental avant son démontage en 1965.
- statue de saint Joseph, calcaire monolithe, XXe siècle, signée E. Lahaye, Sc.

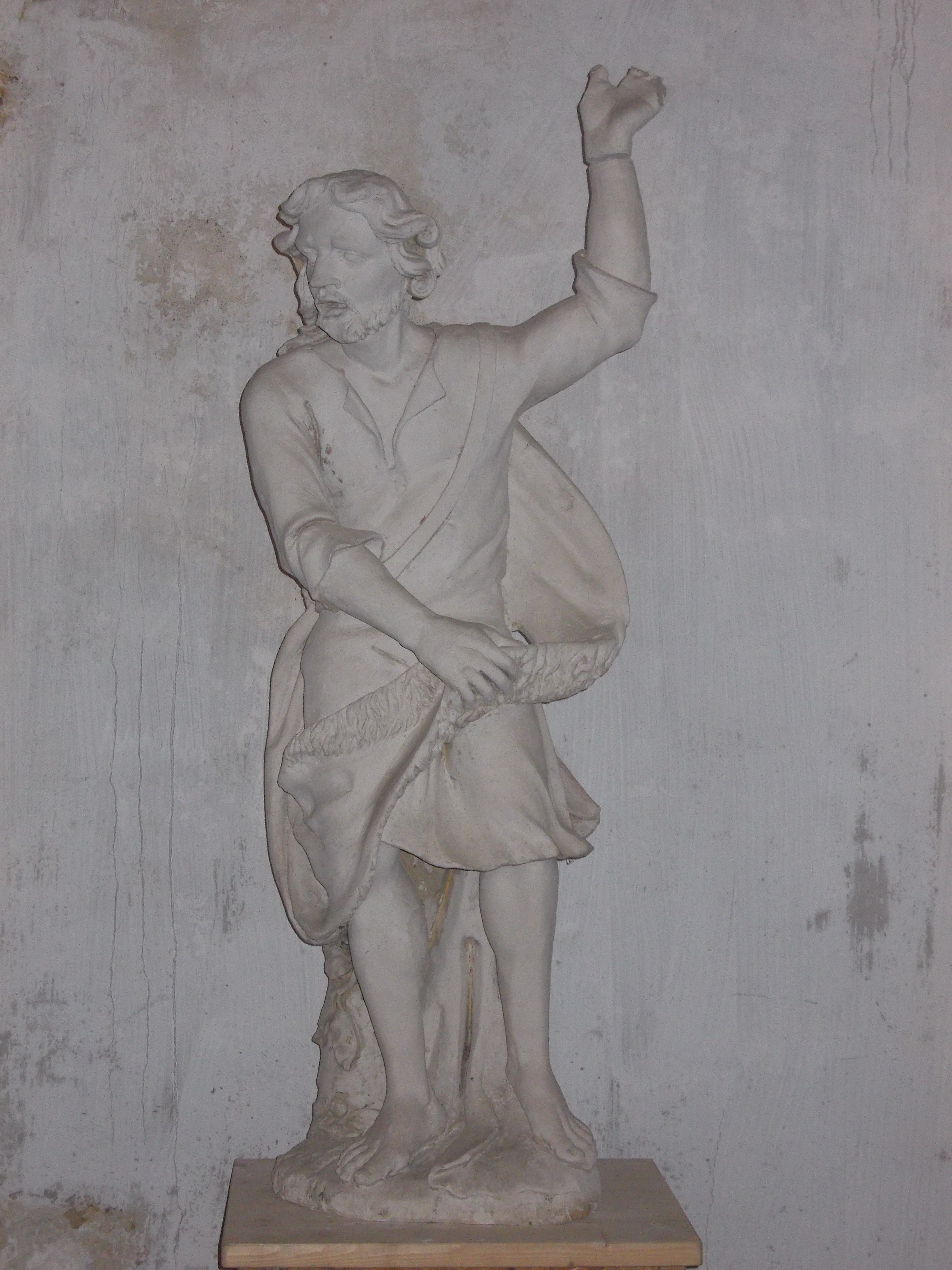
Saint Jean-Baptiste (1695)
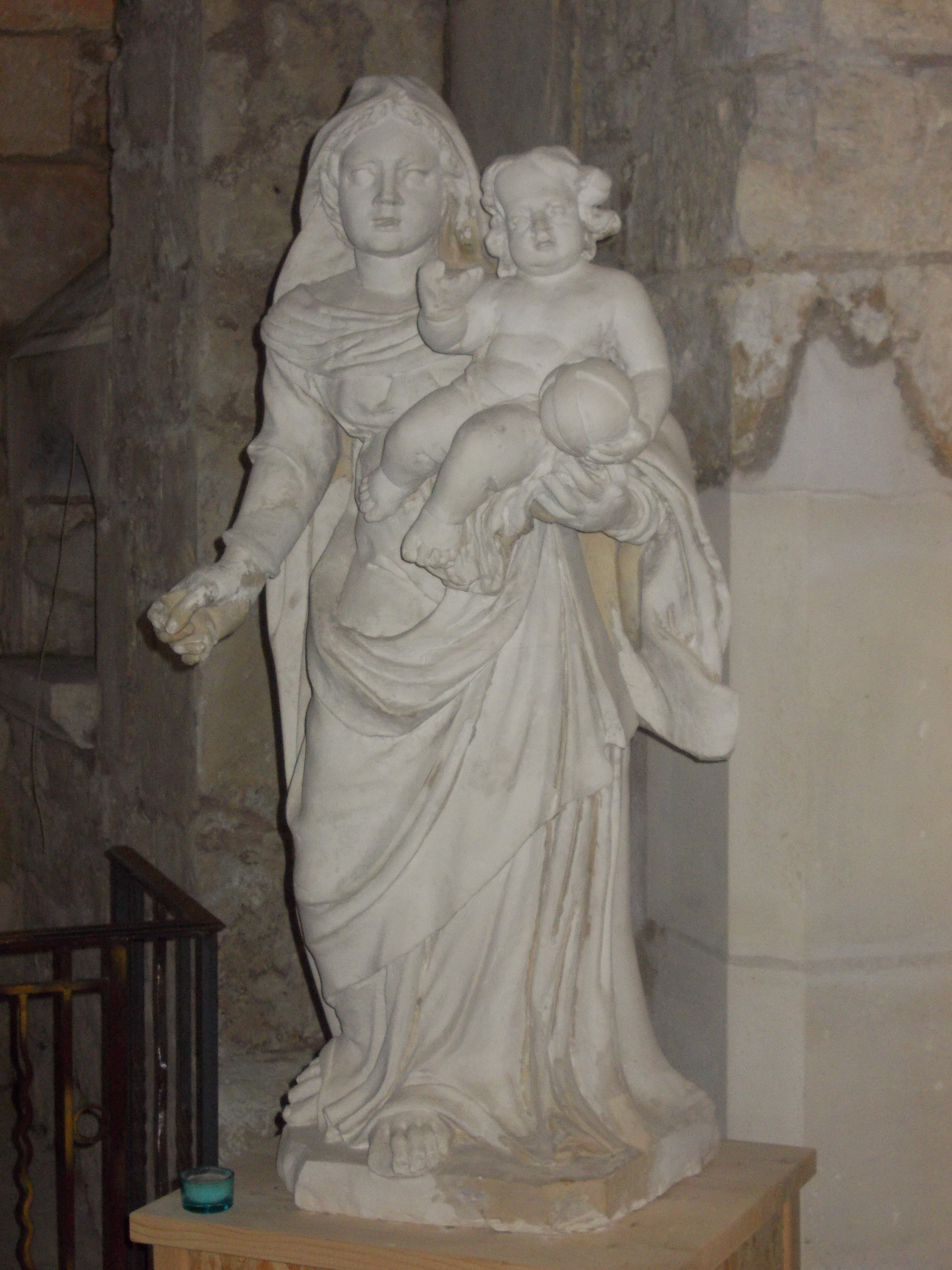
Vierge à l'Enfant (1695)
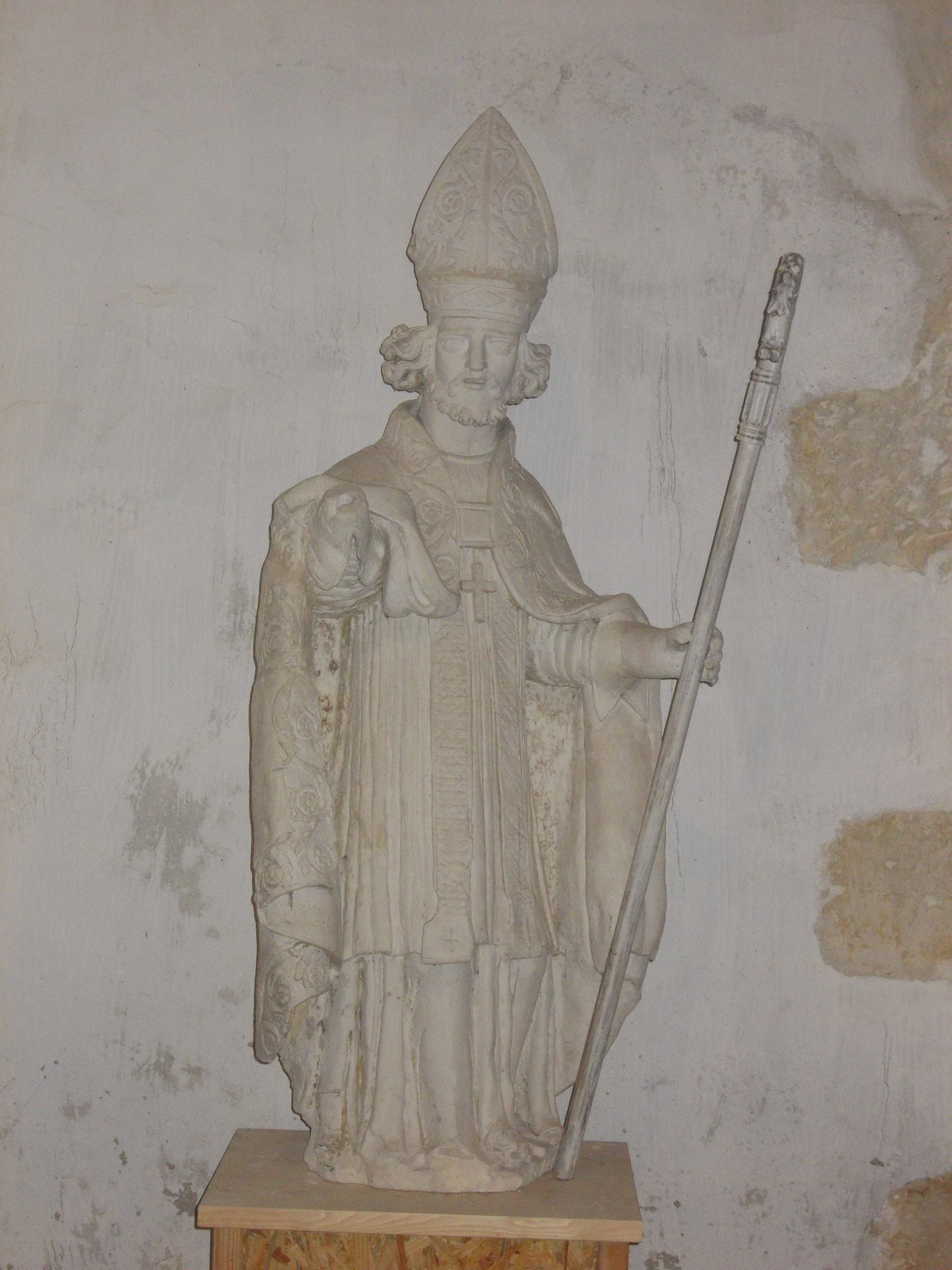
Saint Nizier de Lyon (1695)
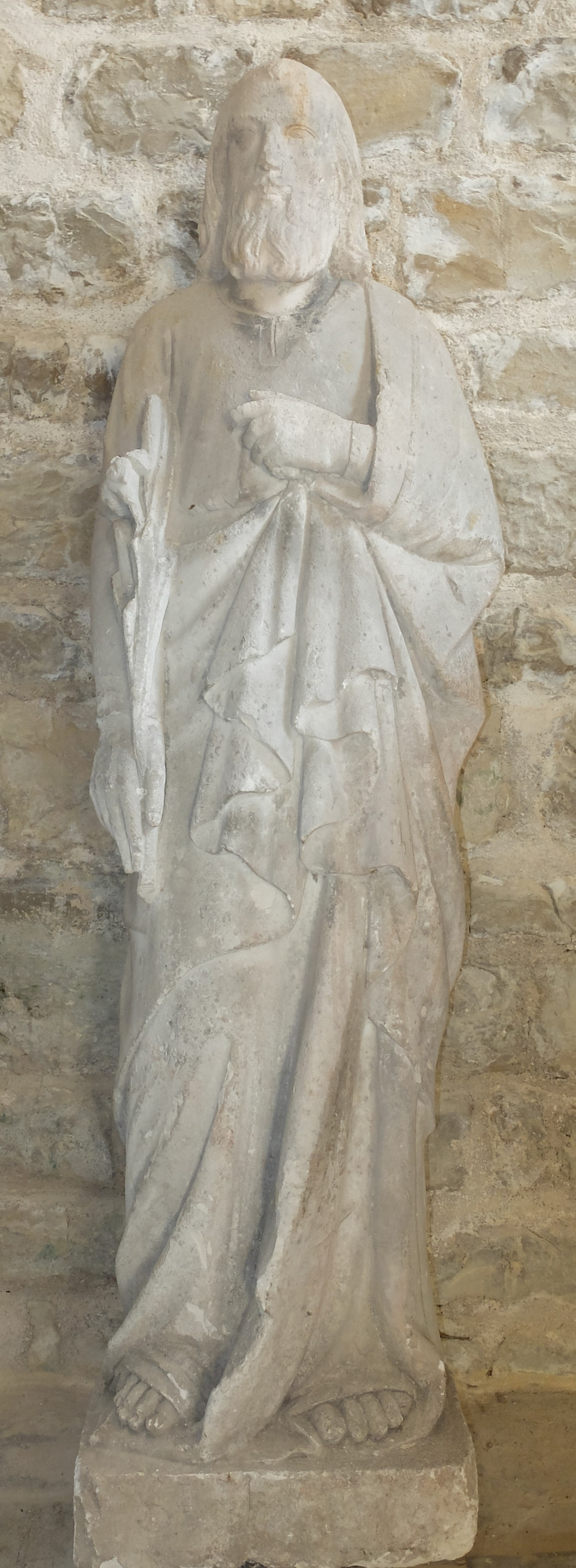
Saint Joseph (XXe siècle)

### Tableaux
- Vierge à l'Enfant avec saint François d'Assise et saint Charles Boromée, classé au titre des objets mobiliers des Monuments historiques, XVIIe siècle[15], dans la nef, mur nord.
- Nativité, datée 1702, restaurée en 1991, au centre du retable, inscrit au titre des objets mobiliers des Monuments historiques[16]
- Saint Nicolas, XIXe siècle, restauré en 2011 et posé au revers du retable dans la travée droite du chœur.
- Institution de l'Eucharistie, dans la nef, mur sud.
- Vierge à l'Enfant, inscrite au titre des objets mobiliers des Monuments historiques[17], dans la nef, mur sud.
- Saint Jacques le Majeur, icône de Bernard Rinsoz (2023), dans la nef, mur sud.

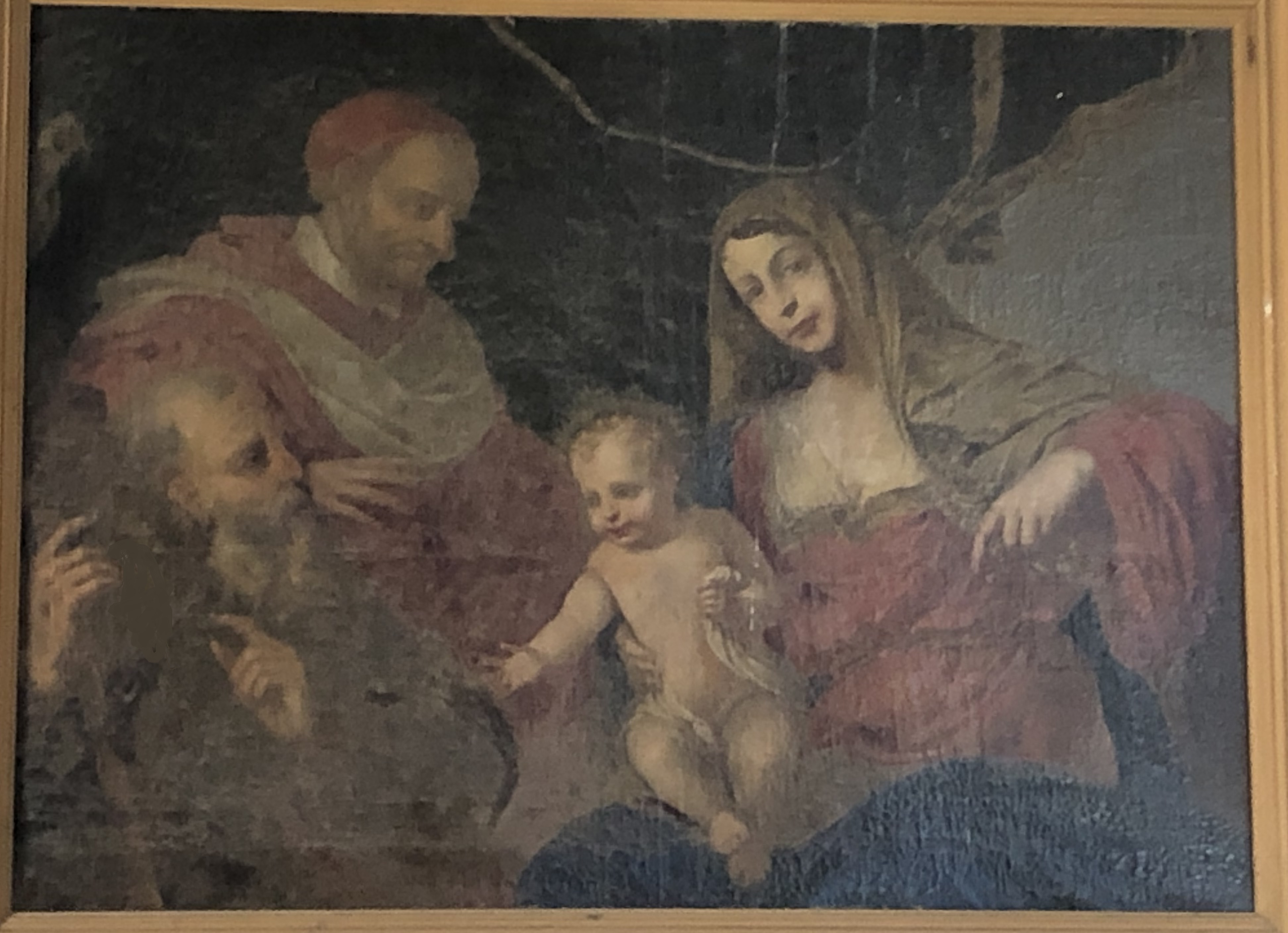
Vierge à l'Enfant, Saints François et Charles Boromée (XVIIe siècle)
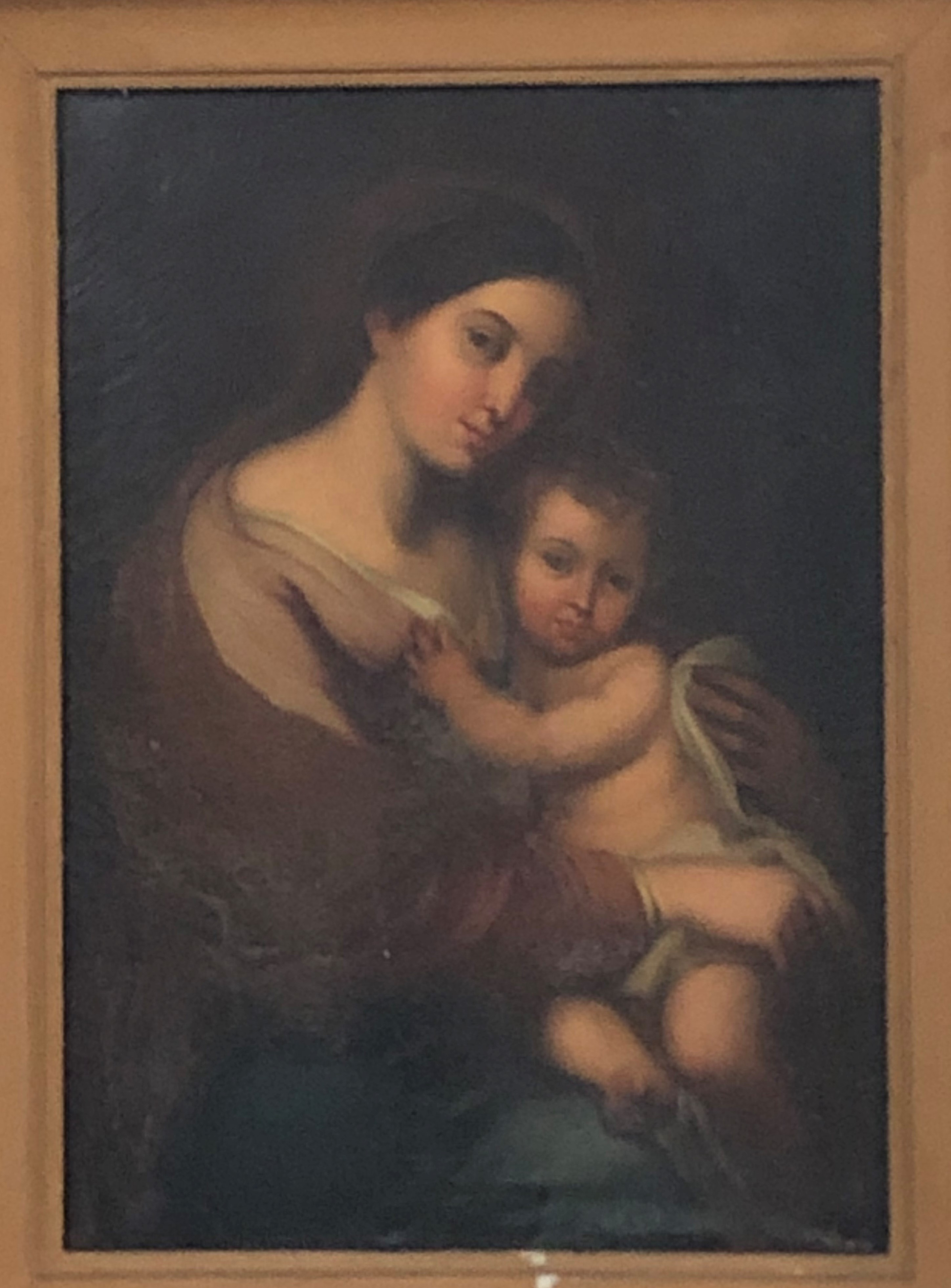
Vierge à l'Enfant (XIXe siècle)
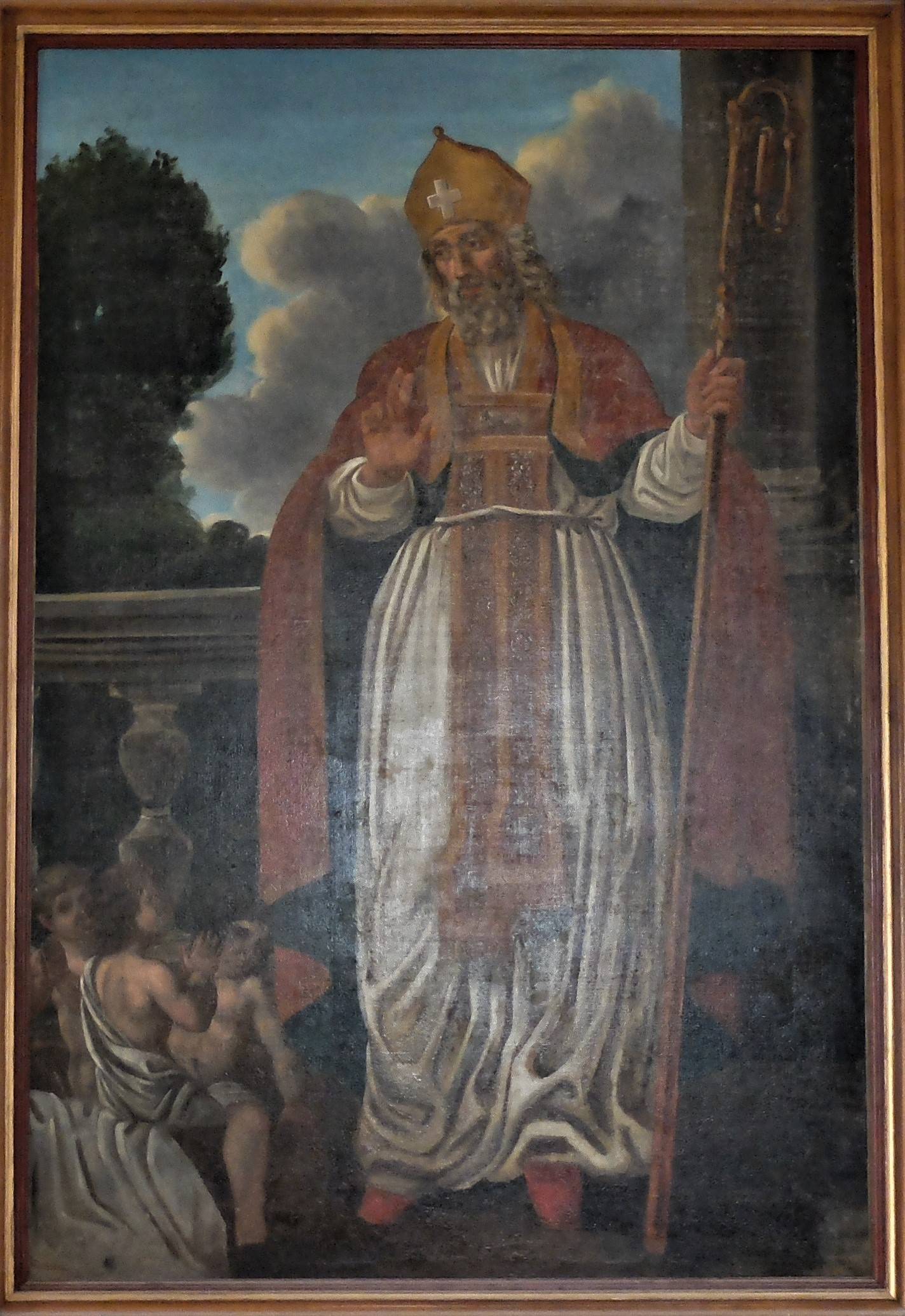
Saint Nicolas
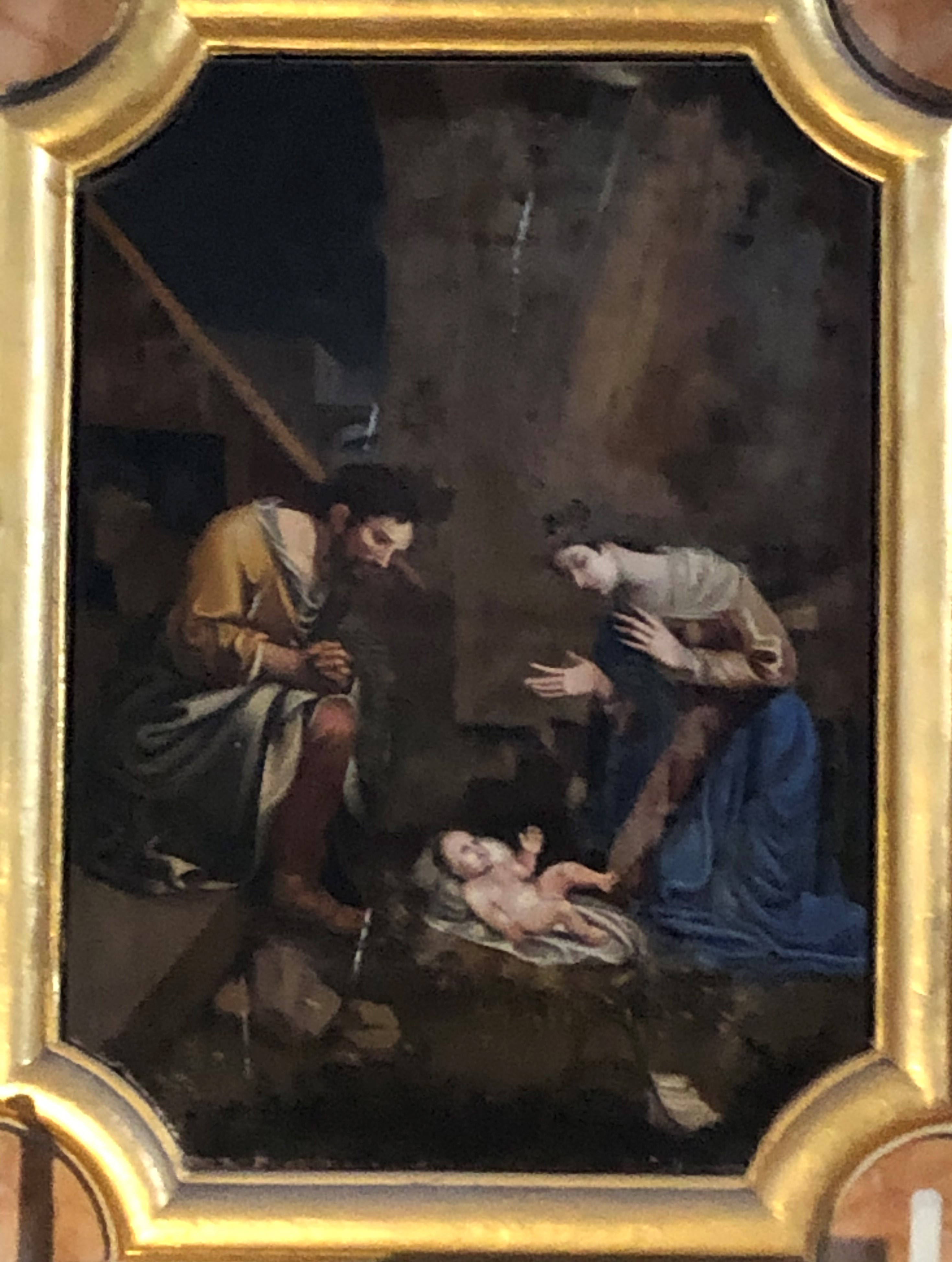
Nativité (1702)
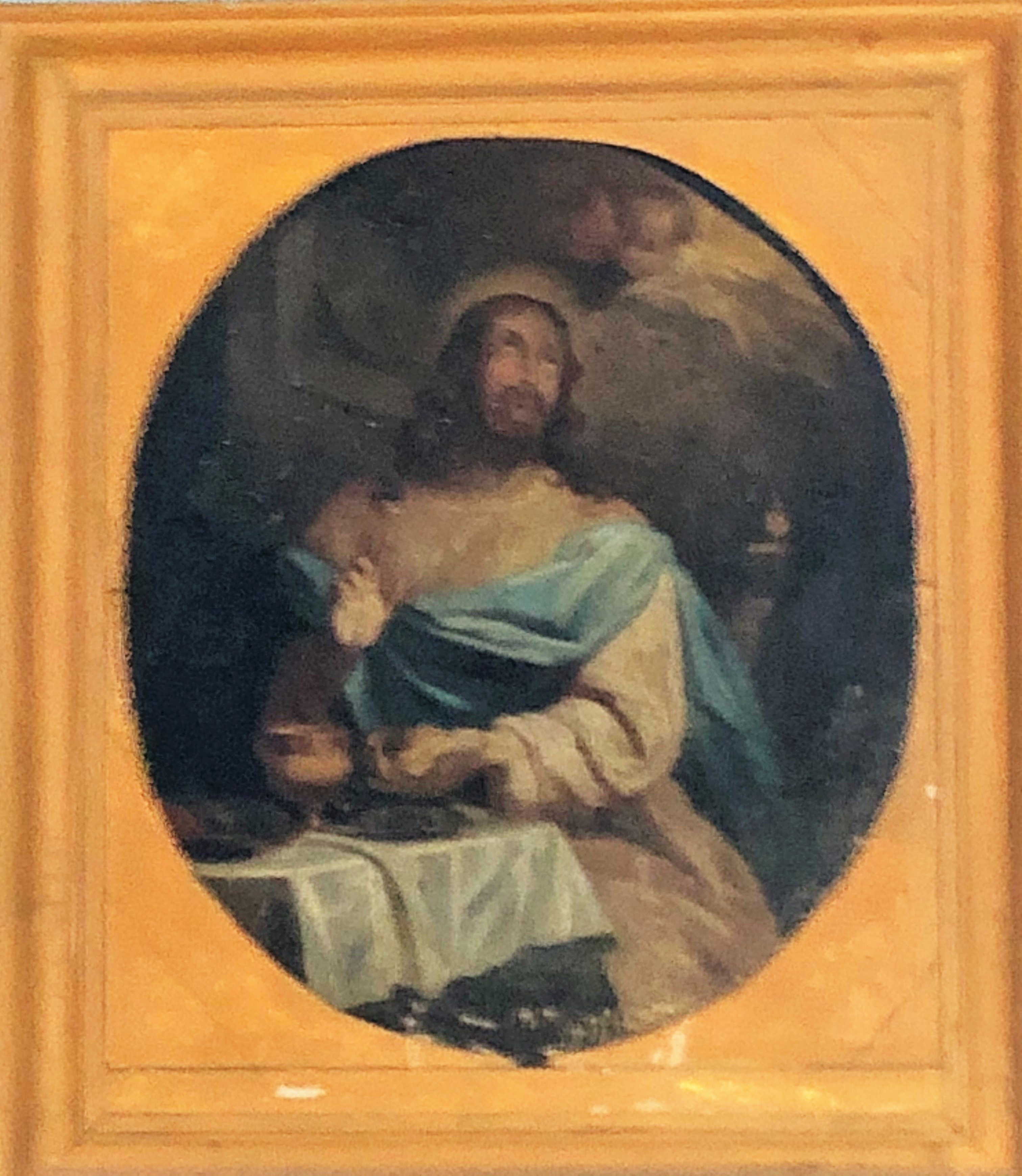
Institution de l'Eucharistie
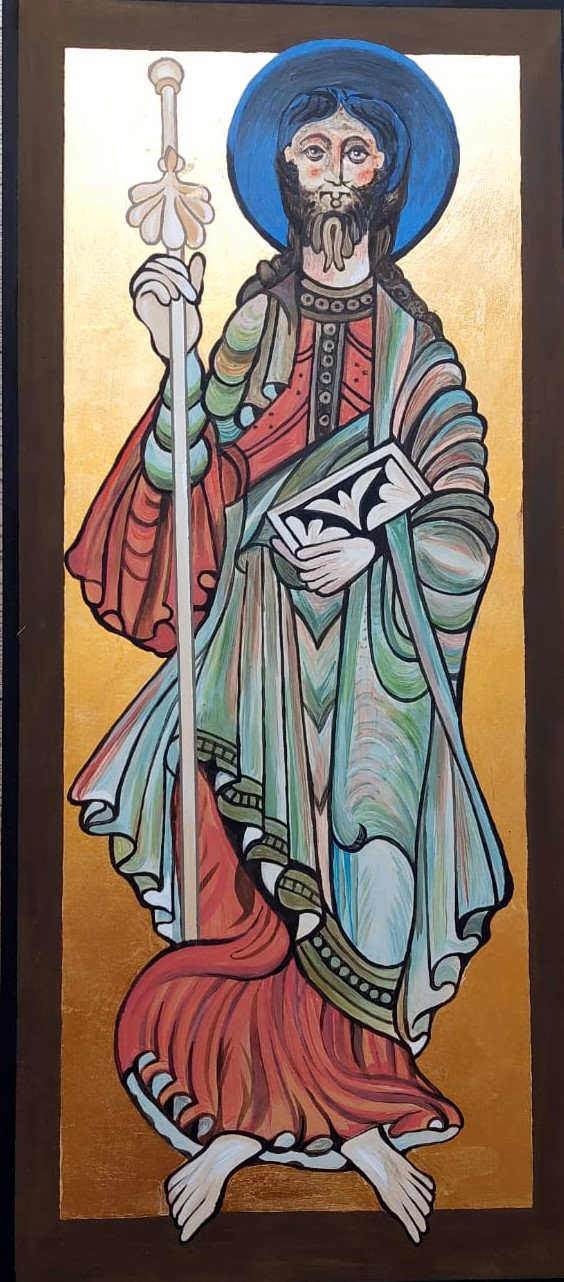
Saint Jacques le Majeur (2023)

### Mobilier
La chaire à prêcher et le confessionnal, côté sud de la nef, datent de la première moitié du XIXe siècle